# Salm-Reifferscheid-Krautheim
Salm-Reifferscheid-Krautheim fu un piccolo stato tedesco, che venne creato dalla divisione del Salm-Reifferscheid-Bedburg nel 1803. Venne elevato alla dignità di Principato nel 1804, e venne diviso tra l'Impero austriaco e il Granducato di Baden nel 1806.

## Conti di Salm-Reifferscheid-Krautheim (1803–1804)
- Francesco Guglielmo II (1803–1804)

## Principe di Salm-Reifferscheid-Krautheim (1804–1806)
- Francesco Guglielmo II (1804–1806)

| Controllo di autorità | VIAF (EN) 248569551 · GND (DE) 4110388-9 |